# Jonaspyge
Jonaspyge là một chi bướm ngày thuộc họ Bướm nâu.